# Saint-Gilles-de-la-Neuville

Saint-Gilles-de-la-Neuville este o comună în departamentul Seine-Maritime, Franța. În 1 ianuarie 2022 avea o populație de 659 de locuitori.